# Primera División de Chile 1993
El Campeonato Nacional de Primera División de 1993 fue el torneo disputado en la 61.ª temporada de la máxima categoría del fútbol profesional chileno.
El torneo consistió en un campeonato a dos ruedas con un sistema de todos contra todos. Contó con la participación de 16 equipos, entre los que finalmente se consagró campeón Colo-Colo, institución que obtuvo el décimo noveno campeonato de su historia.
En la parte baja de la tabla de posiciones, descendieron a Segunda División Deportes Iquique, Deportes Concepción y Deportes Melipilla, este último tras caer en la Liguilla de Promoción.

## Ascensos y descensos
| Pos  | Ascendidos de la Segunda División de Chile 1992 |
| ---- | ----------------------------------------------- |
| 1°   | Provincial Osorno                               |
| 2°   | Deportes Iquique                                |
| LIG. | Deportes Melipilla                              |

| Pos  | Descendidos en la temporada 1992 |
| ---- | -------------------------------- |
| 15º  | Fernández Vial                   |
| 16º  | Huachipato                       |
| LIG. | Cobresal                         |

## Equipos por región
| Región               | N.º | Equipos                                                                                               |
| -------------------- | --- | --- |
| Región Metropolitana | 6   | Colo-Colo, Deportes Melipilla, Palestino, Unión Española, Universidad Católica y Universidad de Chile |
| Antofagasta          | 2   | Cobreloa y Deportes Antofagasta                                                                       |
| Coquimbo             | 2   | Coquimbo Unido y Deportes La Serena                                                                   |
| Tarapacá             | 1   | Deportes Iquique                                                                                      |
| Valparaíso           | 1   | Everton                                                                                               |
| O'Higgins            | 1   | O'Higgins                                                                                             |
| Biobío               | 1   | Deportes Concepción                                                                                   |
| Araucanía            | 1   | Deportes Temuco                                                                                       |
| Los Lagos            | 1   | Provincial Osorno                                                                                     |

## Tabla final
| Pos | Equipo               | PJ | PG | PE | PP | GF | GC | Dif | Pts |
| --- | -------------------- | -- | -- | -- | -- | -- | -- | --- | --- |
| 1   | Colo-Colo            | 30 | 17 | 10 | 3  | 50 | 21 | 29  | 44  |
| 2   | Cobreloa             | 30 | 14 | 12 | 4  | 51 | 38 | 13  | 40  |
| 3   | Universidad Católica | 30 | 15 | 7  | 8  | 55 | 35 | 20  | 37  |
| 4   | Universidad de Chile | 30 | 13 | 9  | 8  | 45 | 25 | 20  | 35  |
| 5   | Unión Española       | 30 | 13 | 9  | 8  | 49 | 30 | 19  | 35  |
| 6   | Deportes Temuco      | 30 | 9  | 14 | 7  | 44 | 29 | 15  | 32  |
| 7   | O'Higgins            | 30 | 12 | 8  | 10 | 37 | 32 | 5   | 32  |
| 8   | Deportes Antofagasta | 30 | 9  | 13 | 8  | 35 | 39 | -4  | 31  |
| 9   | Deportes La Serena   | 30 | 8  | 11 | 11 | 23 | 31 | -8  | 27  |
| 10  | Everton              | 30 | 8  | 11 | 11 | 29 | 41 | -12 | 27  |
| 11  | Provincial Osorno    | 30 | 9  | 8  | 13 | 23 | 33 | -10 | 26  |
| 12  | Palestino            | 30 | 10 | 6  | 14 | 28 | 42 | -14 | 26  |
| 13  | Coquimbo Unido       | 30 | 7  | 11 | 12 | 30 | 41 | -11 | 25  |
| 14  | Deportes Melipilla   | 30 | 6  | 13 | 11 | 34 | 47 | -13 | 25  |
| 15  | Deportes Concepción  | 30 | 3  | 13 | 14 | 23 | 46 | -23 | 19  |
| 16  | Deportes Iquique     | 30 | 7  | 5  | 18 | 31 | 58 | -27 | 19  |

PJ=Partidos jugados; PG=Partidos ganados; PE=Partidos empatados; PP=Partidos perdidos; GF=Goles a favor; GC=Goles en contra; Dif=Diferencia de gol; Pts=Puntos
|  | Campeón. Clasifica a la Copa Libertadores 1994 |
|  | Clasifica a la Pre Liguilla Pre-Libertadores   |
|  | Juega la Liguilla de promoción                 |
|  | Desciende a Segunda División                   |

## Campeón
|                               |
| Campeón Colo-Colo 19.º título |
|                               |

## Liguilla Pre-Conmebol
Véase también: Liguilla Pre-Conmebol 1993
Primera Llave
| 14 de julio de 1993 | Colo-Colo                                                                      | 1:1 (4:3 p.)               | Everton                                                                             | Estadio Nacional, Santiago                                |                                                           |
|                     | Jaime Pizarro 28'                                                              |                            | Mauro Meléndez 82'                                                                  | Asistencia: 12.455 espectadores Árbitro(s): Iván Guerrero | Asistencia: 12.455 espectadores Árbitro(s): Iván Guerrero |
|                     |                                                                                | Tiros desde el punto penal |                                                                                     |                                                           |                                                           |
|                     | George Biehl · Javier Margas · Eduardo Vilches · Jaime Pizarro · Juan Castillo |                            | Carlos Rojas · Mauro Meléndez · Wilsón Núñez · Juan Carlos Kopriva · Iván Herrera · |                                                           |                                                           |

Segunda Llave
| 21 de julio de 1993 | Colo-Colo                                                                      | 1:1 (5:3 p.)               | Unión Española                                                   | Estadio Nacional, Santiago                                |                                                           |
|                     | Juan Castillo 72'                                                              |                            | Claudio Figueroa 64'                                             | Asistencia: 23.480 espectadores Árbitro(s): Enrique Marín | Asistencia: 23.480 espectadores Árbitro(s): Enrique Marín |
|                     |                                                                                | Tiros desde el punto penal |                                                                  |                                                           |                                                           |
|                     | Marcelo Vega · George Biehl · Leonel Herrera · Eduardo Vilches · Jaime Pizarro |                            | Juan Carreño · José Luis Sierra · Mario Salas · Ricardo González |                                                           |                                                           |

Colo-Colo clasifica a la Copa Conmebol 1993.

## Liguilla Pre-Libertadores
Pre-Liguilla Libertadores
| Deportes Temuco      | Universidad Católica | 1-1 | 1-0 | 2-1 |
| Universidad de Chile | Unión Española       | 3-0 | 0-1 | 3-1 |
| Cobreloa             | O'Higgins            | 1-2 | 3-1 | 4-3 |

Liguilla Pre-Libertadores
| Pos | Equipo               | PJ | PG | PE | PP | GF | GC | Dif | Pts |
| --- | -------------------- | -- | -- | -- | -- | -- | -- | --- | --- |
| 1   | Unión Española       | 3  | 2  | 1  | 0  | 2  | 0  | 2   | 5   |
| 2   | Universidad de Chile | 3  | 1  | 2  | 0  | 3  | 2  | 1   | 4   |
| 3   | Deportes Temuco      | 3  | 1  | 1  | 1  | 4  | 2  | 2   | 3   |
| 4   | Cobreloa             | 3  | 0  | 0  | 3  | 1  | 6  | -5  | 0   |

PJ=Partidos jugados; PG=Partidos ganados; PE=Partidos empatados; PP=Partidos perdidos; GF=Goles a favor; GC=Goles en contra; Dif=Diferencia de gol; Pts=Puntos
|  | Clasifica a la Copa Libertadores 1994 |

## Liguilla de Promoción
Los 4 equipos que participaron en esa liguilla, tenían que jugar en una sola sede, en este caso en Coquimbo y lo disputaron en un formato de todos contra todos en 3 fechas. Los 2 ganadores jugarán en Primera División para el año 1994, mientras que los 2 perdedores jugarán en Segunda División, para el mismo año mencionado.
| Pos | Equipo             | PJ | PG | PE | PP | GF | GC | Dif | Pts |
| --- | ------------------ | -- | -- | -- | -- | -- | -- | --- | --- |
| 1   | Regional Atacama   | 3  | 1  | 2  | 0  | 4  | 1  | 3   | 4   |
| 2   | Coquimbo Unido     | 3  | 1  | 2  | 0  | 3  | 5  | 3   | 4   |
| 3   | Deportes Melipilla | 3  | 1  | 1  | 1  | 3  | 4  | -1  | 3   |
| 4   | Deportes Arica     | 3  | 0  | 1  | 2  | 4  | 8  | -4  | 1   |

PJ=Partidos jugados; PG=Partidos ganados; PE=Partidos empatados; PP=Partidos perdidos; GF=Goles a favor; GC=Goles en contra; Dif=Diferencia de gol; Pts=Puntos
|  | Jugarán en Primera División de Chile 1994 |
|  | Jugarán en Segunda División de Chile 1994 |

Fecha 1
| 13 de enero de 1994 | Regional Atacama | 0:0 | Deportes Melipilla | Estadio Sánchez Rumoroso, Coquimbo |  |

| 13 de enero de 1994 | Coquimbo Unido                              | 2:2 | Deportes Arica          | Estadio Sánchez Rumoroso, Coquimbo |  |
|                     | Juan Carlos Araya 5' · Alejandro Glaría 75' |     | 67' Carlos Zúñiga · 87' |                                    |  |

Fecha 2
| 16 de enero de 1994 | Regional Atacama         | 3:0 | Deportes Arica | Estadio Sánchez Rumoroso, Coquimbo |  |
|                     | Wilson Fre 53', 74', 86' |     |                |                                    |  |

| 16 de enero de 1994 | Coquimbo Unido                         | 2:0 | Deportes Melipilla | Estadio Sánchez Rumoroso, Coquimbo |  |
|                     | Juan Carlos Araya 2' · Walter Pajón 5' |     |                    |                                    |  |

Fecha 3
| 18 de enero de 1994 | Deportes Melipilla        | 3:2 | Deportes Arica                   | Estadio Sánchez Rumoroso, Coquimbo |  |
|                     | Mario Araya 15', 54', 85' |     | 40' Osvaldo Hurtado · 64' Prieto |                                    |  |

| 18 de enero de 1994 | Coquimbo Unido     | 1:1 | Regional Atacama  | Estadio Sánchez Rumoroso, Coquimbo |  |
|                     | Adolfo Esparza 34' |     | 46' Luis Castillo |                                    |  |

- Regional Atacama ascendió a la Primera División para el año 1994 y Deportes Melipilla descendió a la Segunda División, para el mismo año mencionado. En tanto, Coquimbo Unido y Deportes Arica, mantienen sus puestos en sus respectivas categorías, para ese mencionado año.

## Goleadores
| Jugador                | Equipo               | Goles |
| ---------------------- | -------------------- | ----- |
| Marco Antonio Figueroa | Cobreloa             | 18    |
| Mario Araya            | Deportes Melipilla   | 17    |
| Luka Tudor             | Universidad Católica | 17    |
| Carlos Morales         | Deportes Temuco      | 14    |
| Juan Carlos Ibañez     | Universidad de Chile | 13    |
| Cristián Montecinos    | Deportes Temuco      | 12    |
| Ariel Beltramo         | Universidad de Chile | 12    |
| Juan Carreño           | Unión Española       | 11    |
| Ricardo Lunari         | Universidad Católica | 10    |
| Rodrigo Barrera        | Universidad Católica | 10    |
| Rubén Vallejos         | Deportes Antofagasta | 9     |
| Jorge Contreras        | Colo-Colo            | 9     |
| Carlos Gustavo de Luca | O'Higgins            | 9     |
| Marcelo Corrales       | Palestino            | 9     |
| Daniel Hormazábal      | Deportes Iquique     | 9     |
| Juan Carlos Almada     | Universidad Católica | 8     |
| Marcelo Jara           | Universidad de Chile | 8     |
| José Luis Sánchez      | Unión Española       | 8     |
| Marco Cornez           | Deportes Antofagasta | 7     |
| Marcelo Álvarez        | Cobreloa             | 7     |
| Pedro González         | Cobreloa             | 7     |
| Juan Castillo          | Colo-Colo            | 7     |
| Alejandro Glaría       | Coquimbo Unido       | 7     |

### Hat-Tricks & Pókers
Aquí se encuentra la lista de hat-tricks y póker de goles (en general, tres o más goles marcados por un jugador en un mismo encuentro) conseguidos en la temporada.
| Fecha                    | Jugador             | Goles | Partido                                      |
| ------------------------ | ------------------- | ----- | -------------------------------------------- |
| 11 de septiembre de 1993 | Juan Carlos Ibáñez  | 3     | Palestino vs. Universidad de Chile           |
| 3 de octubre de 1993     | Cristián Montecinos | 3     | Deportes Temuco vs Deportes Antofagasta      |
| 23 de octubre de 1993    | Jaime Riveros       | 3     | O'Higgins vs Deportes Melipilla              |
| 21 de noviembre de 1993  | Luka Tudor          | 7     | Universidad Católica vs Deportes Antofagasta |
| 18 de diciembre de 1993  | Juan Carlos Ibáñez  | 3     | Universidad de Chile vs Deportes Concepción  |
| 2 de enero de 1994       | Luka Tudor          | 3     | Universidad Católica vs Deportes Iquique     |

## Entrenadores
| Listado de Entrenadores | Listado de Entrenadores | Listado de Entrenadores | Listado de Entrenadores |
| Equipo                  | Entrenador              | Jornadas                |                         |
| ----------------------- | ----------------------- | ----------------------- | ----------------------- |
| Deportes Concepción     | Sacha Mitjaew           | 1.º - 4.º               |                         |
| Deportes Concepción     | Luis Vera               | 5.º - 21.º              |                         |
| Deportes Concepción     | Fernando Cavalleri      | 22.º en adelante.       |                         |
| Coquimbo Unido          | Víctor Seura            | 1.º - 22.º              |                         |
| Coquimbo Unido          | Luis Santibáñez         | 23.º en adelante.       |                         |
| Everton                 | Jorge Garcés            | 1.º - 28.º              |                         |
| Everton                 | Antonio Vargas          | 29.º en adelante.       |                         |
| Deportes Iquique        | Jaime Carreño           | 1.º - 7°                |                         |
| Deportes Iquique        | Mario Cejas             | 8.º                     |                         |
| Deportes Iquique        | Mario Maldonado         | 9.º en adelante         |                         |
| O'Higgins               | Manuel Pellegrini       | 1.º - 26.º              |                         |
| O'Higgins               | Germán Medina           | 27.° en adelante        |                         |
| Palestino               | Gustavo Cortés          | 1.º - 6.º               |                         |
| Palestino               | Ricardo Dabrowski       | 7.º en adelante         |                         |

## Estadísticas
- El equipo con mayor cantidad de partidos ganados: Colo-Colo 17 triunfos.
- El equipo con menor cantidad de partidos perdidos: Colo-Colo 3 derrotas.
- El equipo con menor cantidad de partidos ganados: Deportes Concepción 3 triunfos.
- El equipo con mayor cantidad de partidos perdidos: Deportes Iquique 18 derrotas.
- El equipo con mayor cantidad de empates: Deportes Temuco 14 empates.
- El equipo con menor cantidad de empates: Deportes Iquique 5 empates.
- El equipo más goleador del torneo: Universidad Católica 55 goles a favor.
- El equipo más goleado del torneo: Deportes Iquique 58 goles en contra.
- El equipo menos goleado del torneo: Colo-Colo 21 goles en contra.
- El equipo menos goleador del torneo: Deportes La Serena, Provincial Osorno y Deportes Concepción 23 goles a favor.
- Mejor diferencia de gol del torneo: Colo-Colo convirtió 29 goles más de los que recibió.
- Peor diferencia de gol del torneo: Deportes Iquique recibió 27 goles más de los que convirtió.
- Mayor goleada del torneo: Universidad Católica 8-3 Deportes Antofagasta, Universidad de Chile 6-1 Deportes Concepción.